# Matsuoka Daiki
Matsuoka Daiki (sinh ngày 1 tháng 6 năm 2001) là một cầu thủ bóng đá người Nhật Bản.

## Sự nghiệp câu lạc bộ
Matsuoka Daiki hiện đang chơi cho Sagan Tosu.